# Cambounet-sur-le-Sor
Cambounet-sur-le-Sor – miejscowość i gmina we Francji, w regionie Oksytania, w departamencie Tarn.
Według danych na rok 1990 gminę zamieszkiwało 571 osób, a gęstość zaludnienia wynosiła 75 osób/km² (wśród 3020 gmin regionu Midi-Pireneje Cambounet-sur-le-Sor plasuje się na 538. miejscu pod względem liczby ludności, natomiast pod względem powierzchni na miejscu 1279.).